# Парк природе језеро Клиње-Мушница
Парк природе Клиње-Мушница се налази сјеверно од Гацка и у њему доминирају 2 елемента. То су вјештачко језеро Клиње и ријека Мушница.

## РијекаМушница
Мушница је ријека понорница у Гатачком пољу. Настаје од потока Врба и Јасеновачког потока.Њене веће притоке су Грачаница и Гојковића поток.Понире на излазу из Гатачког поља код Срђевића. У зависности од водостаја, Мушница понире на различитим понорима.
Од мјеста понора, њене воде у вријеме високих водостаја подземним путем путују до Церничког и Фатничког поља.Око 75% вода са Фатничког поља путује око 5 до 23 дана до изворишта Требишњице, а остатак напаја Брегаву. У вријеме ниских водостаја, све њене воде одлазе до изворишта Требишњице. Притоке: Гојковића поток се у Мушницу улива код Срђевића.

## Језеро Клиње
Клиње је вјештачко језеро у општини Гацко, Република Српска, БиХ. Језеро се налази у Гатачком пољу.
Језеро Клиње је површине око 26 хектара и запремине 1,7 хм3 воде. Језеро Клиње је прво вјештачко језеро на простору Републике Српске. Створено је за потребе наводњавања Гатачког поља у сушним периодима године. Ово акумулационо језеро се водом напаја из ријеке Врба,Драмешинка и Жањевица. Вода из језера се користи за напајање града Гацко.
Језеро је настало у вријеме аустроугарске окупације, а име је добило по топоному Клина који се налази у Гатачком пољу.Постоје двије бране, стара и нова.

## Градња брана
Брана на Клињу се сматра једном од најстаријих на Балкану. Грађена је по пројекту француског инжењера Кроутза, од 1892. до 1896. године, а за њену изградњу утрошене су 848.474 круне. Предања кажу да су за изградњу бране доносили вулкански пепео из Напуља. Првенствена намјена је била за акумулацију воде за наводњавање, а 1974 је постављена још једна брана, и акумулација данас служи за потребе РиТЕ Гацко.

## Галерија слика
- Клиње1
- Клиње2